# Álex Hernández
Alejandro Hernández Máiquez, detto Álex (Murcia, 12 febbraio 1990), è un cestista spagnolo.